# Adriaan Marinus Geijp
Adriaan Marinus Geijp (ook Geyp) (Middelburg, 22 november 1855 - Den Haag, 9 november 1926) was een Nederlands kunstschilder.
In Middelburg was hij huisschilder en decoratieschilder. Later ontwikkelde hij zich tot kunstschilder en volgde enige tekenlessen aan de Tekenacademie in Middelburg. Hij verhuisde met zijn vrouw Margaretha Jenneke Krauz en twee kinderen naar Den Haag rond 1880. Zijn atelier was gevestigd aan de Hekkelaan. Hij bleef daar de rest van zijn leven in Den Haag wonen.
Zijn tekentalent had hij van zijn vader Johan Frederik Geijp, maar verder was hij autodidact. Adriaan, of André, zoals hij ook wel genoemd werd, schilderde vooral landschappen, boslandschappen, strand- en ijsgezichten. Hij voelde zich aangetrokken tot de Haagse School.

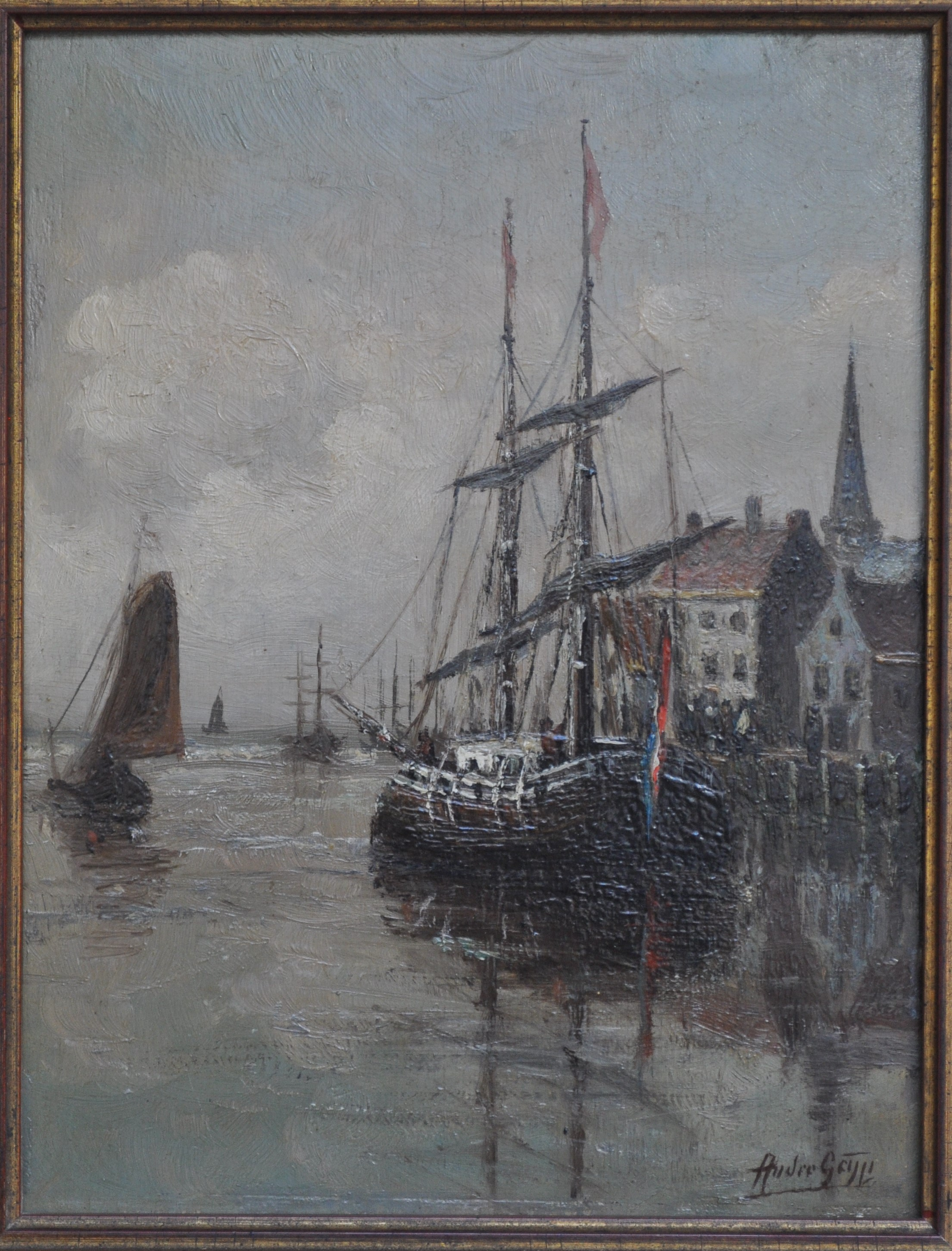
Scheveningen um 1880

Adriaan Geijp was een zeer productief schilder. Hij verkocht veel van zijn schilderijen aan een Rotterdamse handelaar. Met zijn vrouw kreeg hij in totaal zeventien kinderen van wie de meesten niet oud werden. Met zijn schilderstalent maakte hij veel schilderijen, waarvan een aantal verworven zijn door diverse musea en daar ook worden tentoongesteld. Het werk en de stijl van Adriaan Marinus Geijp is vele malen gekopieerd. Momenteel wordt gewerkt aan een monografie over Geijp.
- Biografisch Portaal: 37589204
- Gemeinsame Normdatei: 1206559012
- RKD-Nederlands Instituut voor Kunstgeschiedenis: 30725
- Union List of Artist Names: 500068052
- Virtual International Authority File: 96152684